# Escuela Central de Agricultura
La Escuela Central de Agricultura fue una escuela de educación superior con sede en la ciudad española de Aranjuez, que existió entre 1855 y 1868.

## Descripción
La escuela, que tenía su sede inicialmente en las afueras de Aranjuez —en una finca conocida como «La Flamenca»—, fue fundada en 1855 vía real decreto e inauguradas sus instalaciones el año siguiente. El proyecto arquitectónico para acondicionar sus dependencias —consideradas casi «de lujo» en el contexto de la época— había corrido a cargo del arquitecto albaceteño Francisco Jareño. Inicialmente fue dirigida por Pascual Asensio y expedía títulos de perito agrícola e ingeniero agrónomo. Más adelante se trasladó al núcleo urbano de la ciudad, con instalaciones de mucha peor calidad, lo que incidió en el declive de la institución y ulterior desaparición en 1868 tras la Revolución de Septiembre. Está considerada una precursora de la Escuela Técnica Superior de Ingenieros Agrónomos de la Universidad Politécnica de Madrid.